# 完颜永元
完颜永元，金朝宗室、大臣，本名元奴，字惇礼，女真族，完颜氏，辽王完颜宗干之孙，郑王完颜充（神土懑）之子。
完颜永元幼年聪敏。金熙宗皇统元年（1141年），试宗室子作诗，中格。读《左氏春秋》，通其大义。天德元年（1149年），叔父完颜亮成为皇帝，授他为百女山世袭谋克。正隆六年（1161年），完颜亮忌杀宗室，与弟耶补儿逃匿得免。金世宗即位于东京（今辽宁辽阳市），与弟归附，授任为宗正丞，后来改任符宝郎、滦州刺史，授世袭猛安，历任棣州防御使、泰宁军节度使。平差调赋税，百姓得以安定。升任震武军节度使。金世宗大定六年（1166年），升任崇义军节度使，改顺义军节度使。因过解职。起复为保大军节度使，历任昭义军节度使、绛阳军节度使、震武军节度使，转任济南尹、北京副留守、兴中尹、彰化军节度使。都有政绩，百姓为他立祠。五十一岁去世，在官任上去世。